# Al Goodman
Al Goodman (ur. 12 sierpnia 1890 w Nikopolu, zm. 10 stycznia 1972 w Nowym Jorku) – amerykański dyrygent, kierownik muzyczny, aranżer, pianista i kompozytor pochodzenia rosyjskiego.

## Wyróżnienia
Posiada swoją gwiazdę na Hollywoodzkiej Alei Gwiazd.